# میشارو
میشارو خدایی بین‌النهرینی بود، نماد عدالت که گاهی در مقام یک داور تصویر می‌شد.

## نام و شخصیت
نام میشارو به معنای «عدالت» است و کارکرد او در جایگاه ذات الهی این مفهوم بود.

## ارتباط با سایر خدایان
میشارو را پسر خدای آب‌وهوا ادد می‌دانستند و در فهرست خدای آن = آنوم در همان بخشی نام او آمده که سایر فرزندان این خدا (اوسور-اماسو، شوبانونا، منونسی، ناماشماش) ذکر شده‌اند. مادر آنها شالا بود.

## پرستش
قدیمی ترین شواهد پرستش میشارو مربوط به دوره سلسله سوم اور است. او در باد-تیبیرا دوره حکومت شو-سین پرستش می‌شد. او همچنین در نامهای تئوفوری اکدی مانند پوزور-میشار گواهی شده است.